# Uitgeest
Uitgeest (anhörenⓘ) ist ein Dorf und eine Gemeinde in der Provinz Nordholland in den Niederlanden.

## Geografie
Uitgeest liegt am Rande von Geest- und Niedermoorböden, in der Nähe des Sees Alkmaardermeer. Die Gemeinde hat eine Gesamtfläche von 22,29 km². Die Gemeinde hatte am 1. Januar 2025 eine Einwohnerzahl von 13.423.

## Geschichte
Das Gebiet war, wenn auch spärlich, ab etwa 450 v. Chr. besiedelt. Es wurde danach öfter von Überschwemmungen heimgesucht. Erst im Mittelalter entstanden auf Sandrücken (Resten von Dünen) einige kleine Geestsiedlungen: ein ovaler Acker, von Bauernhöfen umringt. Um 1500 waren diese zu einem einzigen Dorf zusammengewachsen, das bis 1650 anderthalb Jahrhunderte einer großen Blütezeit erlebte. Das Dorf hatte, weil das Alkmaardermeer mit dem offenen Meer verbunden war, eine große Hochseefischereiflotte. Möglicherweise wurde der bekannte Kartograf Willem Blaeu hier 1571 geboren. Ein anderer Sohn des Dorfes erfand um 1599 eine verbesserte Windmühle zum Sägen von Holz, was damals äußerst wichtig war.
Zwischen 1650, die Fischer nutzten besser geeignete Häfen, und dem späten 19. Jahrhundert war Uitgeest ein ärmliches Bauerndorf. Von 1900 bis etwa 1945 gab es hier den Anbau von Blumenzwiebeln. Danach kam der Wassersporttourismus auf dem Alkmaardermeer in Schwung, und die Bauern von Uitgeest stiegen auf Viehzucht um, da die Blumenfelder einem Neubauviertel Platz machen mussten.

## Sehenswürdigkeiten
- Alkmaardermeer: das Alkmaardermeer, ein freizeitlich genützter See, nordöstlich von Uitgeest, mit Jachthäfen, Restaurants, Campingplätzen.
- Alte Dorfkirche: spätgotisch, aus dem 14./15. Jahrhundert

## Mühlen

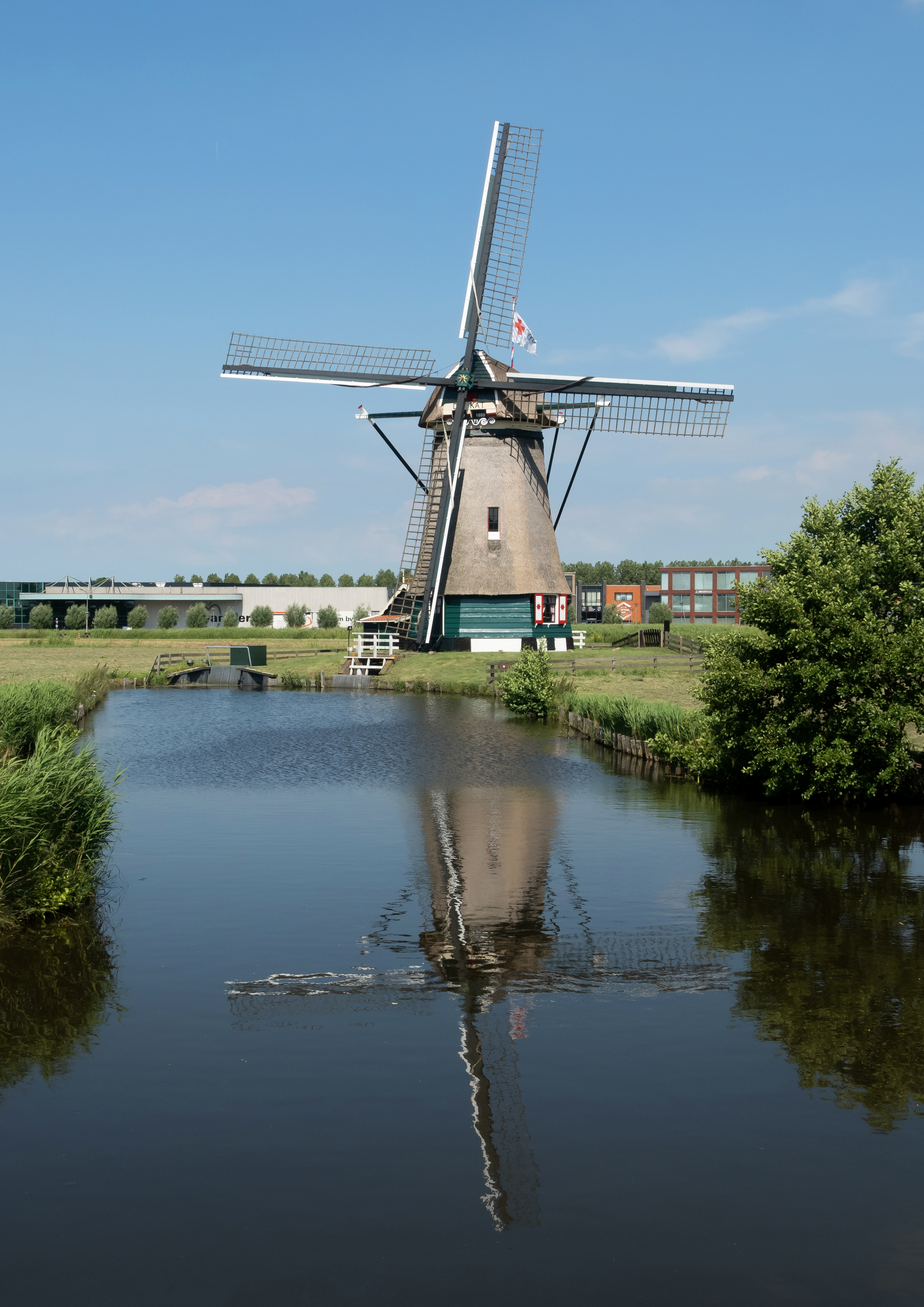
Uitgeest, Mühle: windmolen De Kat
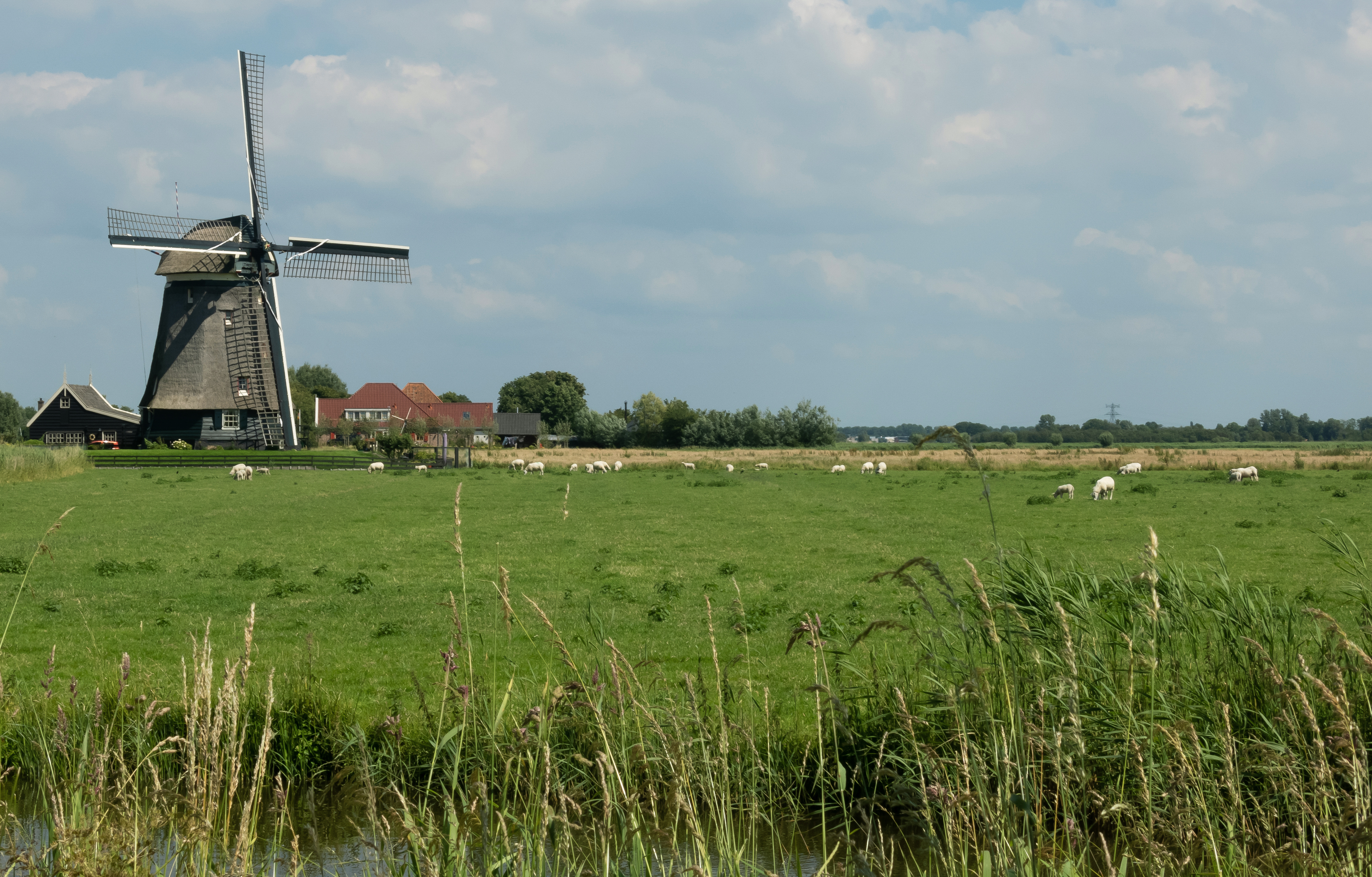
Uitgeest, Mühle: de Tweede Broekermolen
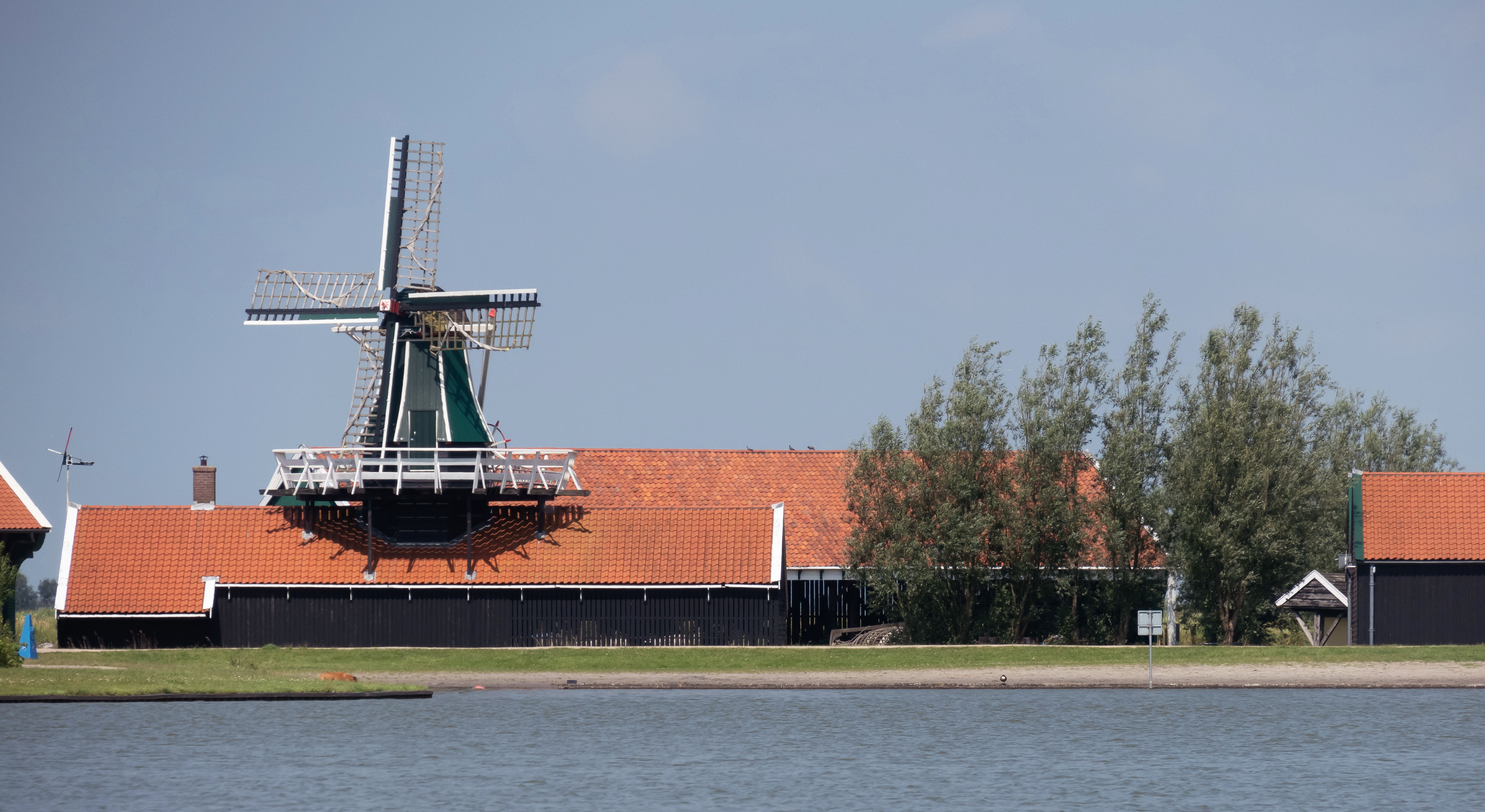
Uitgeest, Mühle: houtzaagmolen de Corneliszoon bij het Zwaansmeer
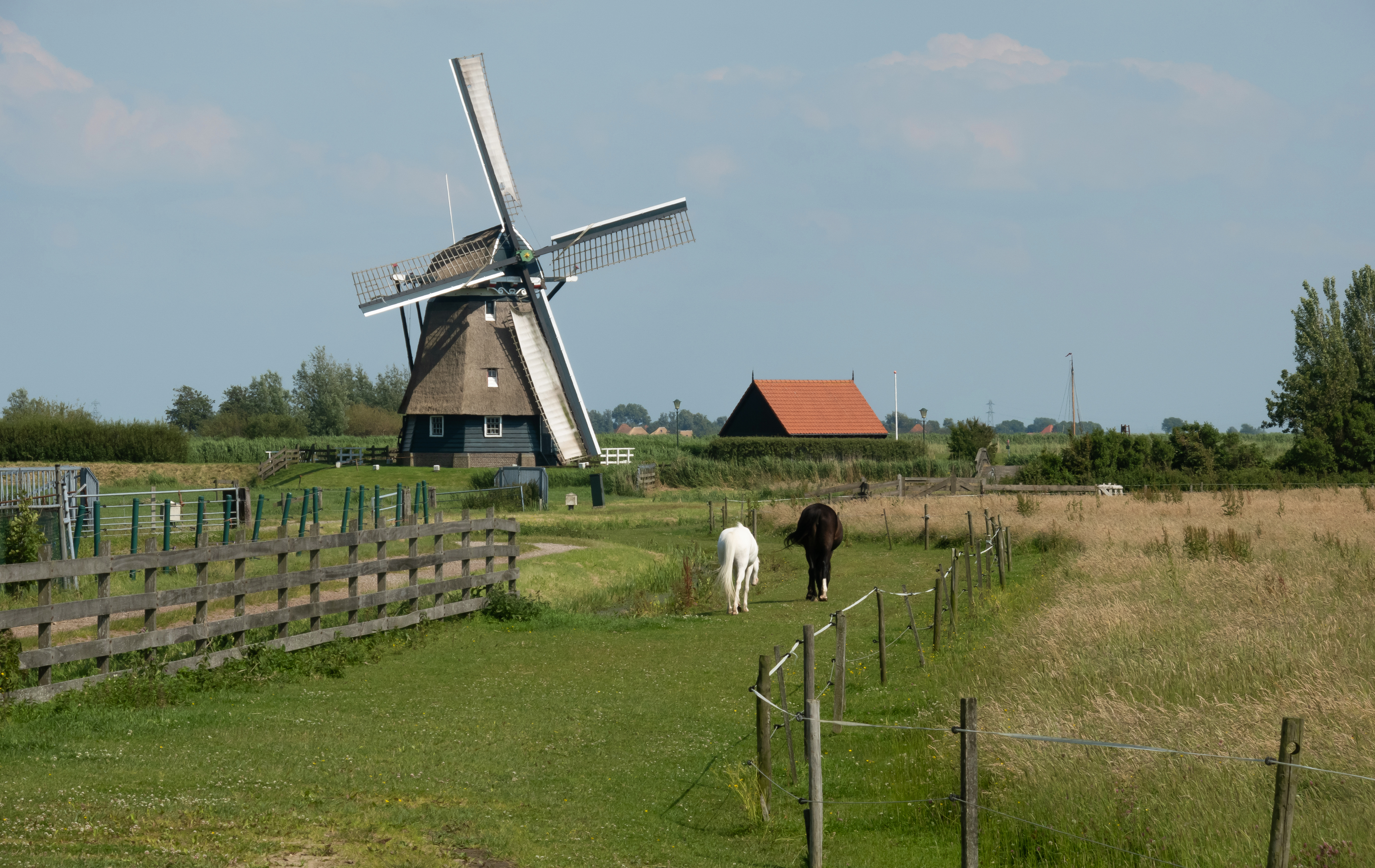
Klein-Dorregeest, Mühle de Dorregeestermolen

## Wirtschaft
Wichtigste Erwerbsquellen in Uitgeest sind die Viehhaltung, der Wassersporttourismus und das Kleingewerbe. Außerdem pendeln viele Einwohner in die umliegenden Städte zur Arbeit.

### Verkehr
Vom Bahnhof Uitgeest gibt es Nahverkehrszüge nach Amsterdam/Rotterdam, nach Alkmaar/Hoorn und nach Utrecht/Driebergen-Zeist. Außerdem liegt Uitgeest an der Autobahn A9.

## Politik

### Sitzverteilung im Gemeinderat
In Uitgeest wird der Gemeinderat folgendermaßen gebildet:
| Partei                  | Sitze | Sitze | Sitze | Sitze | Sitze | Sitze | Sitze | Sitze | Sitze | Sitze | Sitze |
| Partei                  | 1982  | 1986  | 1990  | 1994  | 1998  | 2002  | 2006  | 2010  | 2014  | 2018  | 2022  |
| ----------------------- | ----- | ----- | ----- | ----- | ----- | ----- | ----- | ----- | ----- | ----- | ----- |
| Progressief Uitgeest    | 1     | 1     | 3     | 5     | 4     | 4     | 4     | 4     | 4     | 6     | 4     |
| D66                     | 1     | 1     | 1     | 2     | 2     | 1     | 1     | 3     | 2     | 2     | 2     |
| CDA                     | 4     | 4     | 4     | 3     | 3     | 3     | 3     | 2     | 2     | 1     | 2     |
| Uitgeest Lokaal         | –     | –     | –     | –     | –     | –     | –     | –     | 2     | 2     | 2     |
| VVD                     | 3     | 3     | 2     | 2     | 3     | 2     | 2     | 2     | 2     | 2     | 2     |
| PvdA                    | 2     | 3     | 2     | 1     | 3     | 2     | 3     | 2     | 1     | 1     | 2     |
| Uitgeester vrije partij | –     | –     | –     | –     | –     | 3     | 2     | 2     | 2     | 1     | 1     |
| CPN                     | 2     | 1     | 1     | –     | –     | –     | –     | –     | –     | –     | –     |
| GroenLinks              | –     | –     | 1     | –     | –     | –     | –     | –     | –     | –     | –     |
| Gesamt                  | 13    | 13    | 13    | 13    | 15    | 15    | 15    | 15    | 15    | 15    | 15    |

### Bürgermeister
Seit dem 16. September 2020 ist Sebastiaan Nieuwland (D66) amtierender Bürgermeister der Gemeinde. Zu seinem Kollegium zählen die Beigeordneten Antoine Tromp, Judie Kloosterman, Jack Zwarthoed, Anke de Vink-Hartog sowie der Gemeindesekretär Peter Schouten.

## Söhne und Töchter der Gemeinde
- Jan van Diepenbeek (1903–1981), Fußballspieler
- Patrick Rasch (* 1968), Radrennfahrer
- Ferdy Druijf (* 1998), Fußballspieler
- Niels Zonneveld (* 1998), Dartspieler
- Wessel Nijman (* 2000), Dartspieler
- Fedde de Jong (* 2003), Fußballspieler